# Myxinidae
Myxini là một lớp gồm các loài cá biển tiết ra chất nhờn và có ngoại hình giống lươn gọi là cá mút đá myxini (tiếng Anh: Hagfish) (đôi khi còn được gọi là lươn nhớt). Chúng là những động vật duy nhất còn sinh tồn có hộp sọ nhưng không có cột sống, mặc dù cá mút đá myxini có đốt sống thô sơ. Cùng với những loài cá mút đá, cá mút đá myxini là những loài cá không hàm; chúng là nhóm chị em của các động vật có xương sống có hàm, các loài Myxini hiện nay vẫn khá tương tự với các loài đã tuyệt chủng 300 triệu năm trước. Lớp này gồm một bộ duy nhất (Myxiniformes) và trong đó có một họ duy nhất (Myxinidae).

## Đặc điểm
Đây là những loài cá dài trung bình khoảng 0,5 m (19,7 in). Loài lớn nhất là Eptatretus goliath với một cá thể dài 127 cm (4 ft 2 in) được ghi nhận, còn Myxine kuoi và Myxine pequenoi có vẻ không đạt hơn 18 cm (7,1 in) (một số chỉ nhỏ khoảng 4 cm (1,6 in)).
Chúng có cơ thể thuôn dài, giống lươn hay cá chình, với đuôi giống mái chèo. Da trần, không phủ vẩy. Chúng có hộp sọ bằng sụn. Màu sắc phủ tùy thuộc vào loài, có thể từ hồng đến xanh lam-xám, và các đốm đen hay trắng có thể hiện diện. Chúng không có vây thực sự, có sáu hoặc tám râu quanh miệng, với một lỗ mũi duy nhất.

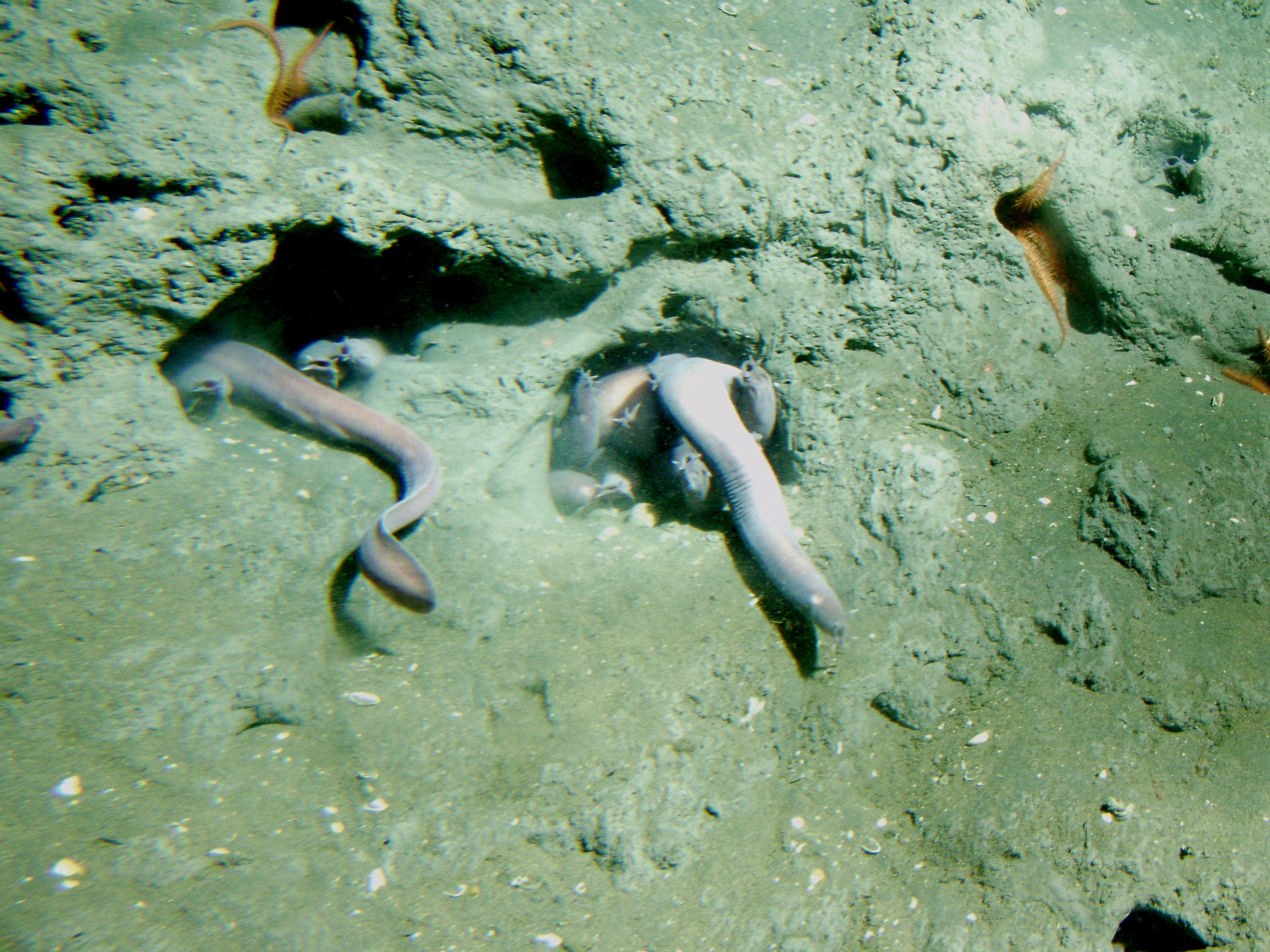
Eptatretus stoutii ở độ sâu 150 m, ngoài khơi California